# Franciszek Strugała

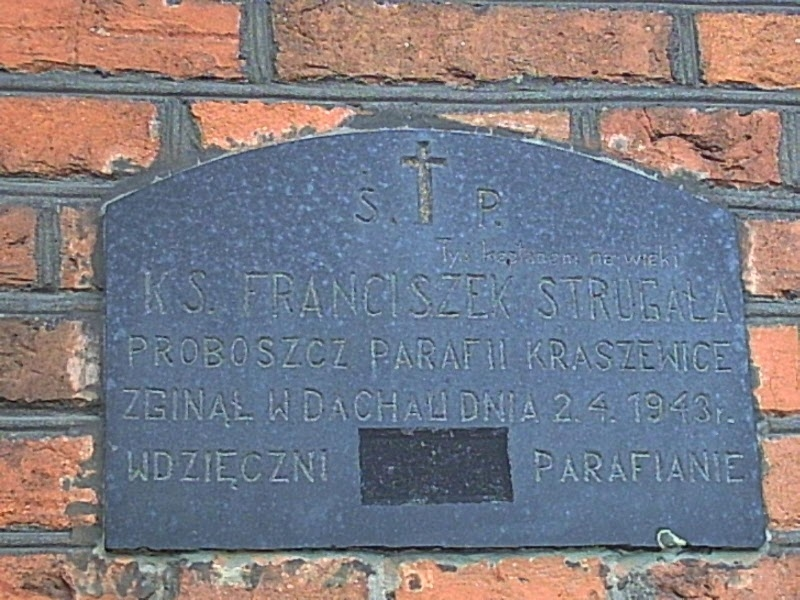
Tablica na ścianie kościoła w Kraszewicach upamiętniająca ks. Franciszka Strugałe

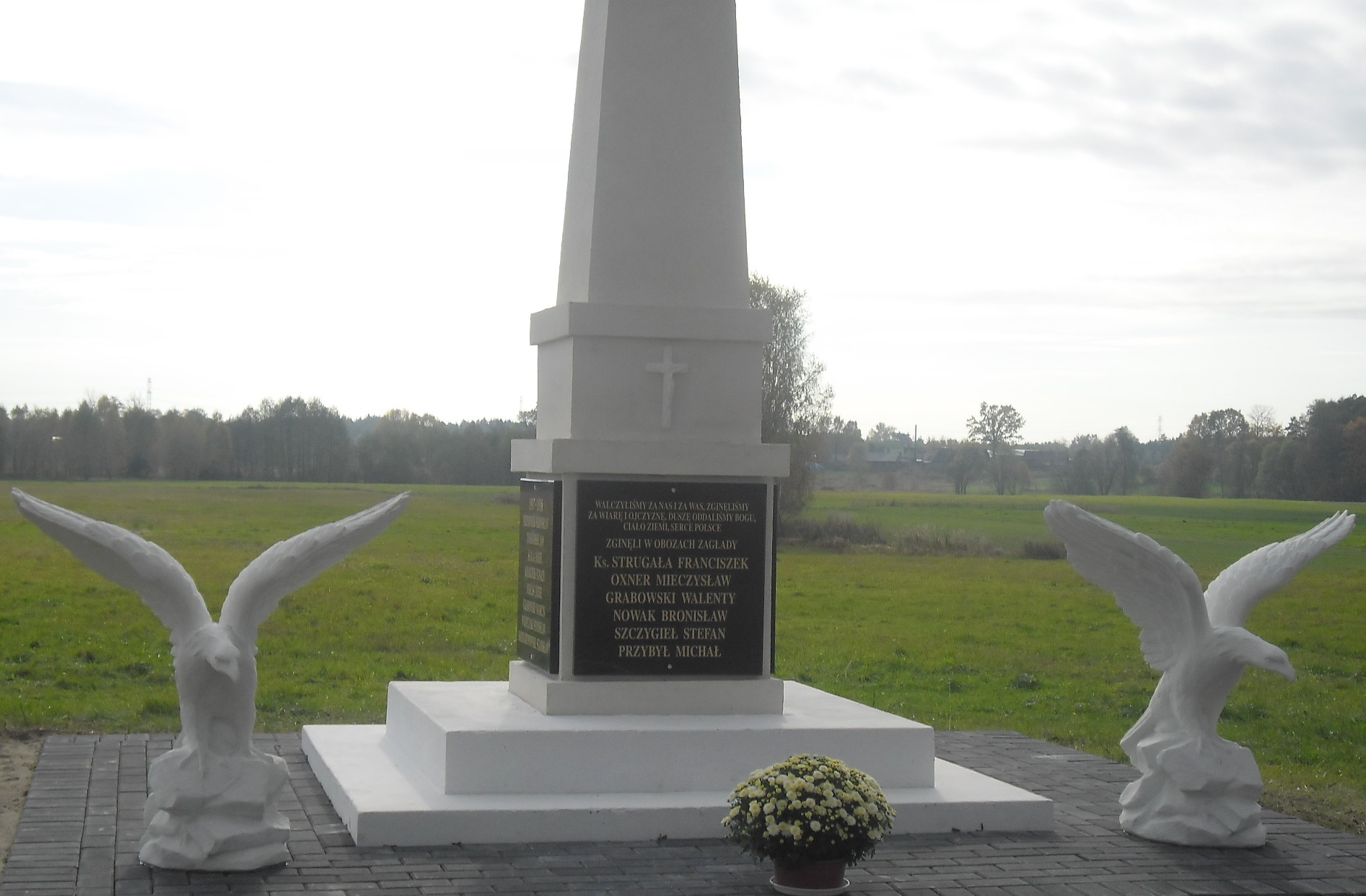
Pomnik ofiar I i II wojny światowej w Kuźnicy Grabowskiej z tablicą upamiętniającą ks.Franciszka Strugałe

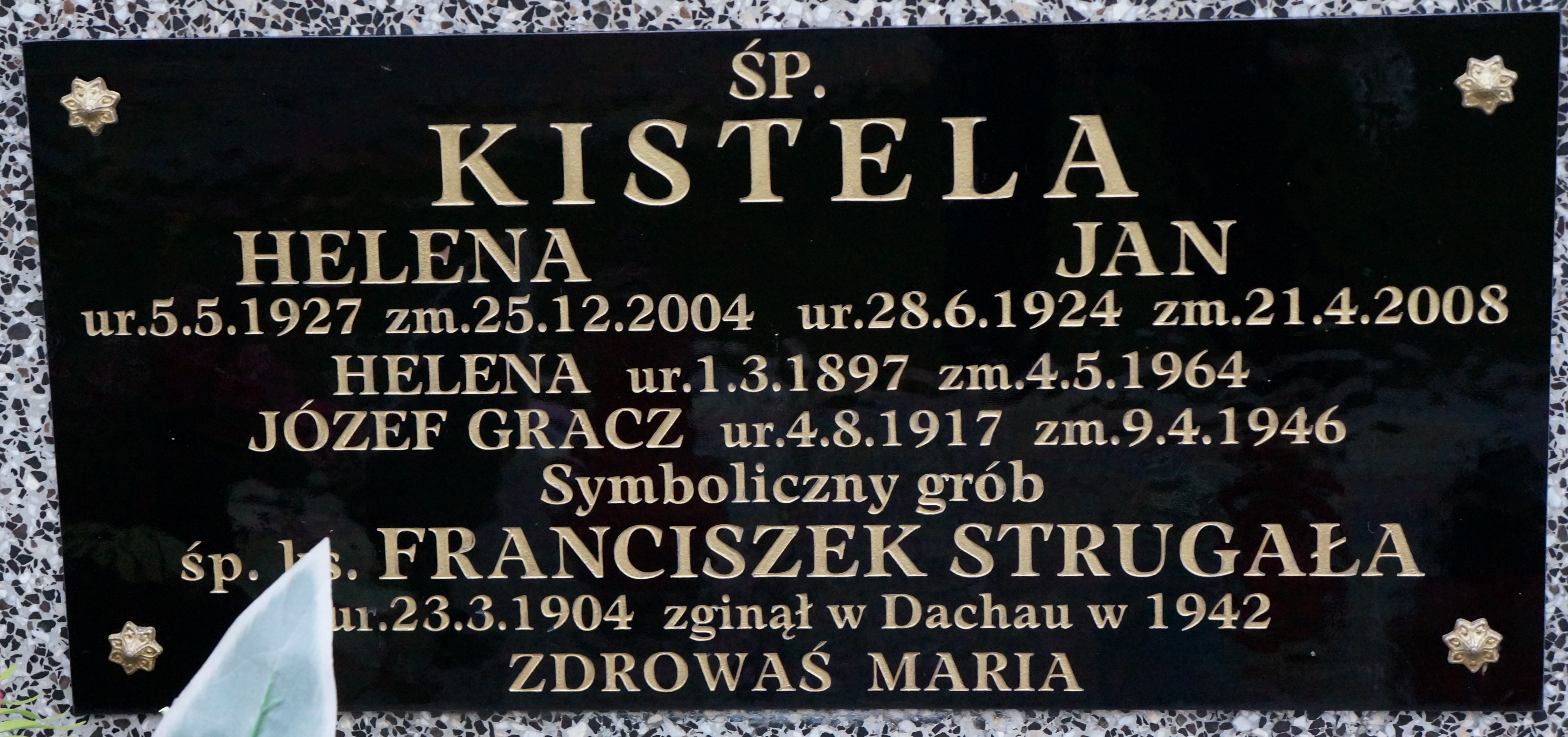
Nagrobek symboliczny ks. Franciszka Strugały na cmentarzu w Kraszewicach

Franciszek Strugała (ur. 23 kwietnia 1904 w Jaworznie, zm. 2 kwietnia 1942 w Dachau) – polski kapłan, męczennik Dachau.

## Życiorys
Franciszek Strugała urodził się 23 marca 1904 r. w miejscowości Jaworzno w powiecie oleskim. Rodzice prowadzili własne gospodarstwo rolne w Jaworznie. Po ukończeniu szkoły powszechnej w rodzinnej wiosce rozpoczął naukę w gimnazjum w Częstochowie, z którego w późniejszych klasach przeniósł się do Liceum im. Piusa X we Włocławku. Egzamin dojrzałości zdał 2 czerwca 1925 r. W tym też roku wstąpił do Seminarium Duchownego we Włocławku. Po pierwszym roku studiów zwrócił się do biskupa częstochowskiego z prośbą o przyjęcie do Seminarium Duchownego Diecezji Częstochowskiej w Krakowie. Biskup Stanisław Zdzitowiecki wyraził zgodę. Studia w Krakowie rozpoczął l października 1926 r., uczęszczając na II rok Wydziału Teologicznego Uniwersytetu Jagiellońskiego. Święcenia kapłańskie przyjął 9 czerwca 1929 r.

### Kapłaństwo
W 1930 założył oddział Katolickiego Stowarzyszenia Młodzieży Męskiej w Bęczkowicach, który po kilku latach już jednak nie działał.
W latach 1930–1931 był nauczycielem religii szkoły elementarnej w Częstochowie. Rezydował wówczas przy parafii św. Zygmunta w Częstochowie. Następnie w latach 1931–1932 był wikariuszem parafii pw. Św. Piotra i Pawła w Zawierciu, a także nauczycielem religii w prywatnej szkole handlowej Karczewskiej w Zawierciu. Od 1933 pełnił funkcje wikariusza w parafii św. Michała Archanioła, a także nauczyciela religii w prywatnym gimnazjum w Wieluniu. W 1934 r. reaktywował w tym mieście Katolickie Stowarzyszenie Młodzieży Męskiej. Za jego pobytu pracowało tam kilka kółek wychowawczych. W tymże roku (1934) obejmuje wikariat w parafii pw. św. Józefa w Strzemieszycach i posługuje tam do połowy 1935 roku.
Od 31 lipca 1935 r. pełnił funkcję Sekretarza Generalnego Katolickiego Stowarzyszenia Młodzieży w Częstochowie. Był również asystentem Katolickiego Stowarzyszenia Młodzieży Żeńskiej.
W 1937 roku objął probostwo parafii pw. św. AP. Piotra i Pawła w Kraszewicach. Ks. Strugała podjął prace remontowe na plebanii podnosząc ją o piętro. Nie zdołał jednak dokończyć prac przed wybuchem wojny. Ksiądz Franciszek Strugała posiadał wojskowy stopień kpt. rez.; mianowany został kapelanem rez. 28 kwietnia 1939 r. (ze starszeństwem od 1 stycznia 1939 r.).
Po wybuchu wojny pod okupacją niemiecką z terenów włączonych do Warthegau (Kreis Velun) wszyscy kapłani zostali wywiezieni do obozu koncentracyjnego w Dachau. Większość z nich zamordowano. Na terenie powiatu wieluńskiego pozostała tylko jedna parafia w Rudzie k. Wielunia. Proboszcz parafii Kraszewice ks. Franciszek Strugała został aresztowany przez Niemców 6 października 1941 r. Kościół parafialny zdewastowano. Księdza Strugałę osadzono w obozie przejściowym w Konstantynowie. Od 30 października 1941 r. został wywieziony do obozu koncentracyjnego w Dachau (nr obozowy 28313). Podczas obozowego życia i nieludzkich cierpień w obozach niemieckich w Konstantynowie, a zwłaszcza w Dachau, pozostał wierny kapłaństwu Chrystusowemu. Wyróżniał się godnym do naśladowania stylem życia.

### Męczeństwo
Zmarł z wycieńczenia 2 kwietnia 1942 r. w Dachau.
13 czerwca 1999 r. ks. Franciszek Strugała został uznany jako Sługa Boży. Wtedy to również w stosunku do innych męczenników Dachau zostały rozpoczęte procesy beatyfikacyjne.

## Upamiętnienie
- Na ścianie kościoła w Kraszewicach mieszkańcy ufundowali tablicę pamiątkową poświęconą ks. Franciszkowi Strugale. Widnieje na niej napis:

„Ty kapłanem na wieki. Ks. Franciszek Strugała proboszcz parafii Kraszewice. Zginął w Dachau dnia 2.4.1943 r. Wdzięczni parafianie”
- Ks. Franciszek Strugała został upamiętniony na pomniku ofiar I i II wojny światowej w Kuźnicy Grabowskiej
- Upamiętnienie zawarto również na tablicy pamiątkowej na cmentarzu w Kraszewicach
- Jedna z ulic Kraszewic od 2011 nosi jego imię[31]
- W Jaworznie na ścianie kościoła uczono księży pomordowanych przez hitlerowców m.in. ks. Fr. Strugałę[32]
- 2022 został ustanowiony w gminie Kraszewice rokiem ks. Franciszka Strugały[33]